# Valas
Valas, pseudonimo di João Valido, conosciuto anche come Johnny Valas (Évora, 5 ottobre 1989), è un rapper portoghese.

## Biografia
Appassionato di calcio, Valas si è laureato alla Facoltà di Scienze Motorie all'Università di Évora, sua città natale. Si è avvicinato alla musica hip hop grazie a rapper portoghesi e internazionali come Sam the Kid, Boss AC, Halloween, Fuse e VRZ.
Nel 2016 ha ottenuto il suo primo contratto discografico con la Universal Music Portugal, su cui ha ristampato l'album di debutto uscito due anni prima Sementes de pedra e pubblicato il secondo disco, Raízes de pedra. Nel 2018 il suo terzo album Check-in è stato il suo primo ingresso nella classifica portoghese, dove ha raggiunto il 12º posto. L'anno successivo il suo singolo Estradas no céu, realizzato in collaborazione con Raquel Tavares, ha vinto il premio alla migliore canzone ai Play - Prémios da Música Portuguesa.
Valas è stato confermato fra i venti artisti partecipanti al Festival da Canção 2022, rassegna musicale che selezionerà il rappresentante portoghese all'Eurovision Song Contest, con il brano Odisseia in collaborazione con il gruppo Os Astronautas.

## Discografia

### Album in studio
- 2014 – Sementes de pedra
- 2016 – Raízes de pedra
- 2018 – Check-in
- 2020 – Animália

### Singoli
- 2016 – As coisas
- 2017 – Acordar assim
- 2017 – Alma velha (con Slow J e Lhast)
- 2017 – Imagina (con ProfJam)
- 2018 – Preciso
- 2018 – Estradas no céu (con Raquel Tavares)
- 2019 – Vício mau (con DJ Caique)
- 2019 – Kilimanjaro
- 2022 – Odisseia (con Os Astronautas)